# Herniaria algarvica
Herniaria algarvica är en nejlikväxtart som beskrevs av Mohammad Nazeer Chaudhri. Herniaria algarvica ingår i släktet knytlingar, och familjen nejlikväxter. Inga underarter finns listade i Catalogue of Life.